# Anna-Kaisa Rantanen
Anna-Kaisa Rantanen (* 10. Februar 1978 in Turku) ist eine ehemalige finnische Fußballspielerin. Die Mittelfeldspielerin spielte für die finnische Nationalmannschaft.

## Werdegang
Rantanen begann ihre Karriere 1986 beim Verein TuNL in Turku. Zwischen 1992 und 1996 spielte sie für Turun Pyrkivä und gewann 1994 mit diesem Verein den finnischen Pokalwettbewerb. In den Spielzeiten 1997 und 1998 war Rantanen für HJK Helsinki aktiv und gewann mit ihrer Mannschaft in beiden Jahren die Meisterschaft und 1998 erneut den Pokal. 1999 und 2000 spielte sie erneut für Turun Pyrkivä, bevor Rantanen zwischen 2001 und 2003 noch einmal für HJK Helsinki aktiv war. Mit HJK gewann sie 2001 die Meisterschaft und ein Jahr später den Pokal. Im Jahre 2004 wechselte Rantanen zu Linköpings FC in die schwedische Liga. 2006 gewann sie mit Linköpings den schwedischen Pokal. Im Winter 2008 wechselte Rantanen zu Djurgården Damfotboll und im Winter 2009 zum deutschen Bundesligisten VfL Wolfsburg, wo sie in der Rückrunde der Saison 2009/10 in allen Punktspielen eingesetzt war. Nach der Saison 2010/11 verließ sie Wolfsburg und spielte für eine Saison bei Jitex BK wieder in der Damallsvenskan. Zur Saison 2012 wechselte sie zum norwegischen Verein Klepp IL
Am 6. Juli 1996 debütierte Rantanen in einem Spiel gegen Norwegen in der finnischen Nationalmannschaft. Sie nahm an den Europameisterschaften 2005 und 2009 teil. Am 9. März bestritt sie beim Algarve-Cup im Spiel um Platz 9 gegen Portugal ihr 100. Länderspiel. Sie erzielte acht Tore für die Nationalmannschaft. Ihr letztes Länderspiel absolvierte sie am 27. Oktober 2011 gegen Weißrussland.